# Fulcinia alaris
Fulcinia alaris es una especie de mantis de la familia Iridopterygidae.

## Distribución geográfica
Se encuentra en Nueva Guinea, las Molucas y la isla de Misool.